# Doniecko-Krzyworoska Republika Radziecka
Doniecko-Krzyworoska Republika Radziecka (ros. Донецко-Криворожская советская республика, ukr. Донецько-Криворізька Радянська Республіка) – efemeryczna republika radziecka.
Została proklamowana 12 lutego 1918 r. w hotelu Metropol w Charkowie głosami 50 delegatów lokalnych rad robotniczych, przeciw 24 (tzw. 4 Zjazd Obwodowy Rad Robotniczych Zagłębia Donieckiego i Krzyworoskiego). Republika pretendowała do terytoriów guberni: katerynosławskiej, charkowskiej, części chersońskiej z Krzywym Rogiem, oraz części Obwodu Wojska Dońskiego (Taganrog). Jej stolicą został Charków. Współorganizatorem i przewodniczącym Rady Komisarzy Ludowych republiki był Fiodor Siergiejew (Artiom).
Na  2  Wszechukraińskim Zjeździe Rad w Katerynoslawiu 20 marca 1918 r. została połączona z Ukraińską Ludową Republiką Rad.